# Bestenliste US-amerikanischer Triathleten auf der Ironman-Distanz

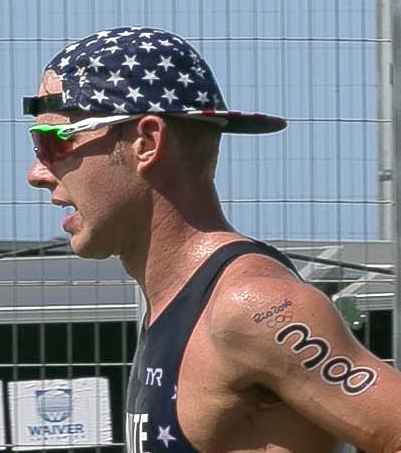
Ben Kanute Rio 2016

Die Bestenliste US-amerikanischer Triathleten auf der Ironman-Distanz umfasst alle Zeiten, die weltweit von US-amerikanischen Männern bei einem Triathlon über die Langdistanz bzw. Ironman-Distanz (3,86 km Schwimmen, 180,2 km Radfahren und 42,2 km Laufen) erzielt wurden. Jeder Athlet wird hier mit seiner persönlichen Bestzeit angeführt. Berücksichtigt sind Zeiten von Amateuren und Profis unter 8:00:00 Stunden seit Oktober 1982 (Stand: 27. April 2025).

## Kriterien für die Bestzeiten
Wettkämpfe, bei denen witterungsbedingt nur ein Duathlon ausgetragen wurde, oder Teildistanzen stark verkürzt wurden, finden keine Berücksichtigung. Eine offizielle Vermessung der Strecken, wie in der Leichtathletik mit dem Jones-Counter, erfolgt im Triathlon bis jetzt nicht.
Die Rennen sind deshalb aufgrund nicht genau gleichen Längen kaum seriös miteinander zu vergleichen. Auch bei dem gleichen Wettkampf in verschiedenen Jahren sind die Zeiten wegen Streckenänderungen, Baustellen, Beschaffenheit oder Veränderung des Straßenbelags, Verlegungen und Veränderungen der Wechselzonen, nur eingeschränkt vergleichbar. Bei den hier aufgeführten Zeiten handelt es sich um Ergebnisse, die bei Wettkämpfen mit offiziellem Windschattenverbot erzielt worden sind. Die offiziellen Verbände führen keine Rekorde oder Bestenlisten.
Die Ergebnisse der Frauen finden sich in der Bestenliste US-amerikanischer Triathletinnen auf der Ironman-Distanz.

## Liste
| Platz | Name               | Jahr | Zeit    | Veranstaltung     | Bemerkung / Titel           | Quelle |
| ----- | ------------------ | ---- | ------- | ----------------- | --------------------------- | ------ |
| 1     | Rodolphe Von Berg  | 2025 | 7:33:26 | Ironman Texas     |                             | [ 1 ]  |
| 2     | Ben Kanute         | 2023 | 7:37:10 | Challenge Roth    |                             |        |
| 3     | Matthew Marquardt  | 2023 | 7:44:27 | Ironman Florida   |                             | [ 2 ]  |
| 4     | Matt Hanson        | 2025 | 7:45:04 | Challenge Roth    |                             |        |
| 5     | Chris Leiferman    | 2024 | 7:45:12 | Ironman Mexico    |                             | [ 3 ]  |
| 6     | Ben Hoffman        | 2019 | 7:48:29 | Ironman Florida   | Platz 2 Ironman Hawaii 2014 | [ 4 ]  |
| 7     | Sam Long           | 2024 | 7:51:25 | Ironman Germany   |                             | [ 5 ]  |
| 8     | Ernest Mantell     | 2024 | 7:53:37 | Ironman Barcelona |                             |        |
| 9     | Jesse Thomas       | 2018 | 7:54:38 | Challenge Roth    |                             | [ 6 ]  |
| 10    | Andrew Starykowicz | 2013 | 7:55:22 | Ironman Florida   |                             | [ 7 ]  |
| 11    | Trevor Foley       | 2024 | 7:55:23 | Ironman USA       |                             | [ 8 ]  |
| 12    | Adam Feigh         | 2021 | 7:58:51 | Ironman Mexico    |                             |        |
| 13    | Timothy O’Donnell  | 2019 | 7:59:40 | Ironman Hawaii    |                             |        |

(USM = US-amerikanischer Meister, WM = Weltmeister)